# Chiếm đóng Hội đồng Lập pháp Hồng Kông
Chiếm đóng Hội đồng Lập pháp Hồng Kông đề cập đến việc bao vây, đột nhập và chiếm đóng Khu phức hợp Hội đồng Lập pháp của các nhà hoạt động chống chính phủ vào ngày 1 tháng 7 năm 2019 trong chiến dịch ngăn chặn việc ban hành dự luật dẫn độ của chính phủ Hồng Kông. Hàng trăm người biểu tình đã phá vỡ các bức tường kính và cửa kim loại và vào tòa nhà, lục soát và phá hoại đồ đạc bên trong bằng các khẩu hiệu phản đối chính phủ Hồng Kông và nước Cộng hòa Nhân dân Trung Hoa. Đây được coi là một sự kiện khởi đầu trong các cuộc biểu tình ở Hồng Kông năm 2019.
Chín ngày sau, tức ngày 9 tháng 7, Đặc khu trưởng Hồng Kông Lâm Trịnh Nguyệt Nga tuyên bố dự luật dẫn độ đã "chết"; đến tháng 10 thì được rút lại hoàn toàn. Chi phí ước tính để sửa chữa thiệt hại được ước tính là khoảng 5 triệu đô la.

## Chiếm đóng
Vào ngày 1 tháng 7 năm 2019, khi Hồng Kông đánh dấu kỷ niệm 22 năm kể từ khi Trung Quốc thu hồi chủ quyền năm 1997, cuộc tuần hành phản đối dân chủ hàng năm do Mặt trận Nhân dân về Nhân quyền (CHRF) tổ chức đã tuyên bố con số kỷ lục là 550.000 trong khi cảnh sát đưa ra ước tính khoảng 190.000; các tổ chức độc lập sử dụng các phương pháp khoa học và đã tính toán rằng sự tham gia nằm trong khoảng 250.000 người. Một nhóm các nhà hoạt động đã tách ra khỏi cuộc tuần hành ôn hòa, và tiến về phía Tổ hợp Hội đồng Lập pháp.

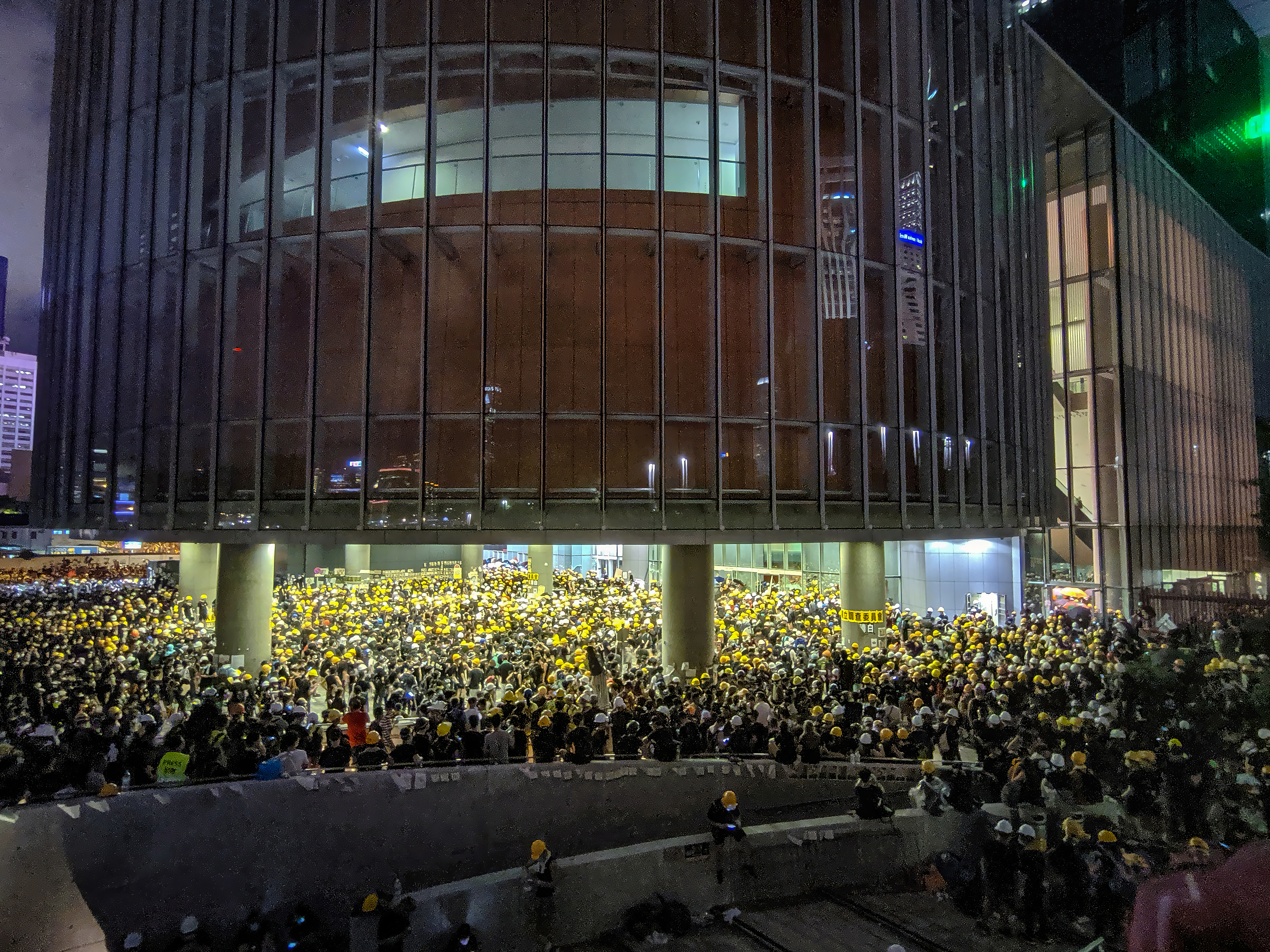
Người biểu tình trước Tòa nhà Hội đồng Lập pháp.

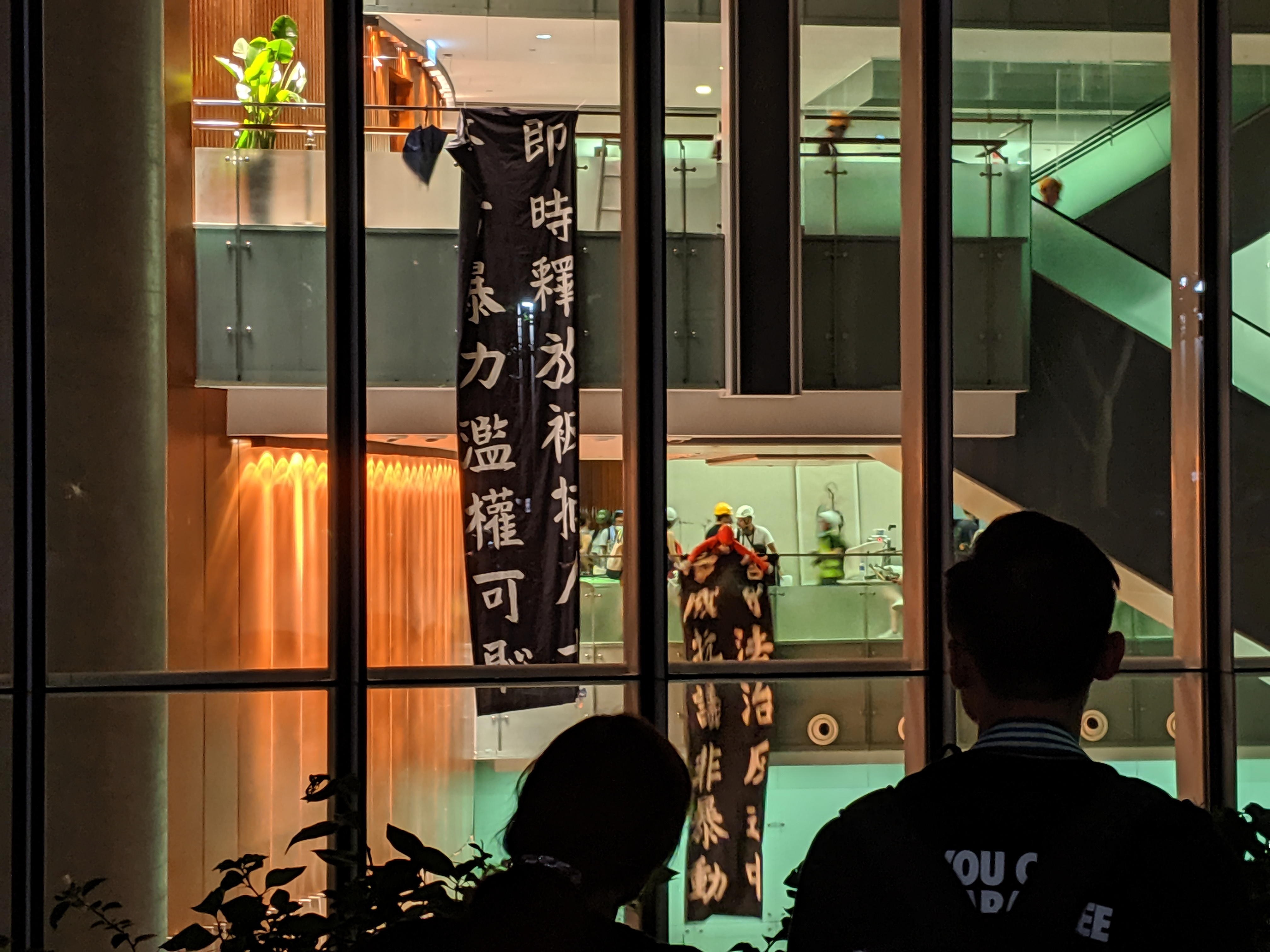
Các biểu ngữ được treo bên trong Tòa nhà Hội đồng Lập pháp trong thời gian chiếm đóng.

Khoảng 9 tối giờ địa phương, hàng trăm người biểu tình đã xông vào cơ quan lập pháp sau khi phá vỡ các tường kính và cửa kim loại của tòa nhà. Khi người biểu tình đập phá cổng phụ vào tòa nhà, cảnh sát ban đầu đã rút lui để tránh đụng độ và cho đoàn người chạy ra khỏi tòa nhà. Nhưng những người biểu tình phá hỏng chân dung của các cựu chủ tịch thân Bắc Kinh của Hội đồng Lập pháp. Ngoài ra, đoàn người còn phun lên tường các khẩu hiệu như "Chính ông đã dạy tôi những cuộc tuần hành ôn hòa không hiệu quả" (是你教我和平遊行是没用) và "Không có kẻ bạo loạn, chỉ có cai trị chuyên chế!" (没有暴徒祗有暴政！) cũng như phá đồ đạc, bôi nhọ Khu huy Hồng Kông, vẫy quốc kỳ Vương quốc Anh và cờ Hồng Kông thuộc Anh. Đồng thời, những người biểu tình treo biển hiệu, thiết lập rào chắn và cảnh báo những người khác để bảo vệ các vật thể văn hóa và cũng không đụng thư viện và phòng báo chí trong khi biểu tình phản đối.
Vào khoảng 11 giờ tối, những người chiếm giữ cơ quan lập pháp nhận được tối hậu thư từ cảnh sát. Nội dung bức thư là yêu cầu người biểu tình giải tán và rời khỏi tòa nhà, nếu không cảnh sát sẽ can thiệp bằng vũ lực. Hầu hết đoàn người nhanh chóng giải tán, nhưng bốn người vẫn chọn ở lại và phải đối mặt với việc bị bắt giữ. Tuy vây, họ đã được những người khác đưa ra khỏi khu phức hợp, phản ánh thực tiễn "Bảo vệ chính mình và tập thể; không chia rẽ."
Cảnh sát bắt đầu sử dụng hơi cay để giải tán những người biểu tình xung quanh khu phức hợp LegCo lúc 0:05 sáng, và đến tòa nhà sau 15 phút.

## Thiệt hại
| “                                  | Thật vô dụng để tuần hành một cách ôn hoà. | ” |
| —Graffiti ẩn danh bên trong Legco, |                                            |   |

Người biểu tình đã đột nhập vào tòa nhà hội đồng lập pháp bị khóa bằng cách đập vỡ cửa kính dày và màn cửa an ninh bằng kim loại mở. Sau khi họ đột nhập vào đêm khuya, họ đổ vào tòa nhà và phun khẩu hiệu lên tường và gây thiệt hại lớn. Hơn 60 cửa kính và tấm kính đã bị vỡ. Người biểu tình trút giận và thất vọng vào chính phủ vì đã không đáp ứng với bất kỳ yêu cầu nào của họ. Họ trèo lên bàn làm việc trong phòng chính của cơ quan lập pháp và đưa tay ra để phun biểu tượng của thành phố chính thức bằng sơn đen, xóa sạch phần có dòng chữ "Cộng hòa Nhân dân Trung Hoa", chỉ để lại một phần biểu tượng của Hồng Kông bị phản đối, phản ánh mong muốn của người biểu tình các quyền tự do, tự chủ và độc lập tư pháp của Hồng Kông, trong khi duy trì hệ thống lập pháp và kinh tế tách biệt với Trung Quốc đại lục. Những khẩu hiệu cũng được phun sơn lên tường bằng tiếng Trung và tiếng Anh như "Tiêu diệt Đảng Cộng sản Trung Quốc" và "Hồng Kông không phải là Trung Quốc". Một khẩu hiệu hướng về Lâm Trịnh Nguyệt Nga được phun bằng tiếng Trung Quốc trên một cây cột bên trong tòa nhà có ghi: "Nó rất vô dụng để dạy tôi cách tuần hành một cách hòa bình." (是你教我和平遊行是没用). Lâm đã từ chối đáp ứng bất kỳ yêu cầu nào mặc dù số lượng người tham gia biểu tình đông đảo. Các phương tiện truyền thông bao gồm CNN và The Guardian lưu ý rằng những người phản đối đã phun lên tường hoặc hiển thị bằng các biểu ngữ, đặc biệt là cụm từ "Nếu chúng tôi đốt, bạn đốt cùng chúng tôi" từ cuốn tiểu thuyết Mockingjay của Suzanne Collins đã gói gọn sự tuyệt vọng của người biểu tình và phản ánh sự bi quan và lập trường cứng rắn của họ, trái ngược hoàn toàn với Phong trào Dù.
| “                                     | Chúng tôi không phải là kẻ trộm, chúng tôi sẽ không ăn cắp | ” |
| —Một tờ giấy nhớ ở bên trong tủ lạnh, |                                                            |   |

Hệ thống phòng cháy chữa cháy và an ninh trong các phòng bị hư hại; Giấy tờ, rác rưởi và ô được rải đầy trong hành lang và phòng. Bức chân dung của Lương Quân Ngạn, Phạm Từ Ly Thái và Tăng Ngọc Thành lần lượt là đương kim và hai cựu chủ tịch Hội đồng Lập pháp hậu thực dân đã mất tích; khung ảnh bằng gỗ là tất cả những gì còn lại của bức chân dung của họ treo trên tường. Văn phòng an ninh và bộ phận khiếu nại công cộng bị thiệt hại nặng nề nhất: ổ đĩa cứng và radio cầm tay đã bị lấy đi, trong khi nhân viên bảo vệ cho biết tủ khóa cá nhân của họ đã bị lục soát. Tuy những người biểu tình đã phá hủy các cửa kính của thư viện Hội đồng, nhưng một trong các cuốn sách trong đó lại không bị hư hại. Một dấu hiệu khác kêu gọi người biểu tình không đụng đến các cổ vật được trưng bày. Người biểu tình trả tiền cho đồ uống họ lấy từ căng tin của Hội đồng. Điều này được nhấn mạnh bởi một tờ giấy nhớ trong tủ lạnh có ghi là "Chúng tôi không phải là kẻ trộm, chúng tôi sẽ không ăn cắp". Họ đổ lỗi cho sự chiếm đóng và hành vi gây thiệt hại tài sản là kết quả của việc "thiếu phản ứng tích cực với công chúng" của bà Lâm. Nó cũng được báo cáo rằng những cái chết từ các sự kiện tự tử cũng làm dấy lên sự tức giận và tuyệt vọng trong những người biểu tình, điều này cũng góp phần vào cuộc biểu tình vào ngày 1 tháng bảy.
Các công nhân dọn dẹp cửa sổ vỡ sau cuộc chiếm đóng, và cảnh sát đã lấy bằng chứng để điều tra. Chủ tịch Hội đồng Lập pháp Lương Quân Ngạn ước tính chi phí sửa chữa thiệt hại sẽ lên tới hơn 40 triệu đô la Hồng Kông (5 triệu đô la Mỹ).

## Tuyên bố Kim Chung
Một lá cờ Hồng Kông thời thuộc địa được đặt trên bục bên trong Hội đồng Lập pháp bị chiếm đóng như một sự tôn vinh lịch sử của Hồng Kông dưới thời người Anh, và được coi là lời kêu gọi các nhà cầm quyền thuộc địa trước đây đối đầu với Trung Quốc về các sự kiện gần đây. Nhà hoạt động sinh viên 25 tuổi Brian Leung Kai-ping, người duy nhất dám tháo mặt nạ trong cuộc bao vây, trèo lên bàn của một nhà lập pháp và kêu gọi người biểu tình hãy đoàn kết và ở lại trong LegCo, anh nói rằng đây là một bản tuyên ngôn 10 điểm mới, chê bai chủ nghĩa tư bản thân hữu, chính phủ mục nát và các quận thối làm nền tảng cho hệ thống chính trị, kêu gọi tự do và dân chủ hơn. Anh nói: "Sự thiếu vắng của một cuộc bầu cử dân chủ là gốc rễ của tất cả các vòng luẩn quẩn. Chúng ta phải sửa quyền bầu cử, quyền đề cử và quyền được bầu mà mọi người nên tham gia vào hội đồng lập pháp. Chúng ta phải sắp xếp lại một cách công bằng và cải cách các ghế, phương thức bầu cử Đặc khu trưởng và loại bỏ các khu vực bầu cử chức năng không công bằng và lỗi thời." Leung nói sau đó: "Khi cảnh sát đang tiến lại gần hơn, sau khi cân nhắc, hầu hết quyết định chấm dứt cuộc bao vây. Tôi tình nguyện đứng trước camera để đọc những yêu cầu chính của người biểu tình trong buồng. Điều cuối cùng tôi muốn thấy... là không có yêu cầu rõ ràng nào được đặt lên bàn." Rủi ro bị bắt giữ, anh ta tháo mặt nạ của mình để đọc tuyên bố, sau đó nói rằng "Người Hồng Kông không còn gì để mất. Người Hồng Kông không thể [đủ khả năng] để mất thêm nữa."  Leung được cho là đã rời Hồng Kông vào ngày hôm sau.

## Phản ứng
Sau cuộc biểu tình, những người biểu tình và các nhà lập pháp đã lên án cảnh sát Hồng Kông vì đã cố tình cho phép người biểu tình đâm vào cửa kính và cửa sổ của LegCo trước máy quay và đoàn làm phim truyền hình trong nhiều giờ, mà không có bất kỳ vụ bắt giữ hay giải tán nào. Một nhà báo của tờ The New York Times nhận xét về sự vắng mặt của cảnh sát là "đáng chú ý [và] đáng chú ý" và đặt câu hỏi về việc thiếu hành động để ngăn chặn cơ quan lập pháp bị chiếm đóng, khẳng định rằng lực lượng cảnh sát "không còn thấy mục đích của nó là duy trì trật tự công cộng và thay vào đó, thực hiện chương trình nghị sự chính trị của chính phủ." Cảnh sát giải thích rằng quyết định rút lui của họ là sau khi "xem xét một số yếu tố". Tuy nhiên, các nhà quan sát đã khẳng định nó được phép xảy ra để thao túng dư luận và đổ lỗi cho người biểu tình trong một nỗ lực nhằm chiếm lấy nền tảng đạo đức cao.
Lâm Trịnh Nguyệt Nga đã tổ chức một cuộc họp báo vào lúc 4 giờ sáng và tuyên bố rằng bà thừa nhận cuộc tuần hành ôn hòa và có trật tự, nhưng lên án mạnh mẽ "bạo lực và phá hoại bởi những người biểu tình xông vào tòa nhà Hội đồng Lập pháp". Tuy nhiên, Lâm đã né tránh các câu hỏi liên quan đến cái chết gần đây và chính phủ đã bỏ các câu hỏi chưa được trả lời ra khỏi bảng điểm chính thức, một hành động bị chỉ trích bởi Hiệp hội Nhà báo Hồng Kông (HKJA) vì cản trở quyền được biết của công chúng. Bộ phận dịch vụ thông tin trả lời rằng bảng điểm được phát hành không phải là "nguyên văn".
Chín ngày sau khi chiếm đóng, vào ngày 9 tháng 7, chính phủ đã tổ chức một cuộc họp báo trong đó bà Lâm tuyên bố rằng dự luật dẫn độ đã "chết".

## Bắt giữ
Vào ngày 3 tháng 7, cảnh sát đã bắt giữ một người đàn ông vì bị buộc vào Khu phức hợp Hội đồng Lập pháp. Ba người đàn ông đã bị bắt vào ngày 27 tháng 8 vì "vào hoặc ở trong khu vực phòng" trong khi chiếm đóng ngày 1 tháng Bảy. Đến đầu ngày 5 tháng 7, đã có ít nhất 66 vụ bắt giữ và các cáo buộc chính thức đầu tiên liên quan đến vụ việc. Bảy cá nhân đã bị buộc tội vào ngày 30 tháng 9 vì xâm nhập bất hợp pháp, bao gồm Althea Suen, cựu chủ tịch của hội sinh viên Đại học Hồng Kông. Một người bị buộc tội thêm một tội thiệt hại hình sự - phá hoại một bản sao của Luật pháp cơ bản được tìm thấy bên trong tòa nhà LegCo; một người khác phải đối mặt với hai tội danh khác về thiệt hại hình sự - đến cổng tòa nhà Legco và khu phức hợp chính quyền trung ương liền kề - và hai tội danh bất hợp pháp.
Ma Kai-chung, phóng viên của cổng thông tin trực tuyến địa phương Passion Times đã bị buộc tội tại Tòa án Đông vào ngày 3 tháng 10 về một số lượng nhập hoặc còn lại trong phòng Hội đồng Lập pháp vào ngày 1 tháng Bảy. HKJA bày tỏ mối quan tâm cực độ của mình đối với cáo buộc, nói rằng việc các nhà báo thực hiện quyền lực của họ đối với bất động sản thứ tư là hợp lý. Ma đã bị bắt vào ngày 30 tháng 9 cùng với nhà hoạt động Ventus Lau và nam diễn viên Gregory Wong và bị buộc tội "âm mưu gây thiệt hại hình sự", cũng như những kẻ xâm nhập hoặc còn lại trong các khu vực của Chamber Muff thuộc Hội đồng Lập pháp (Quyền hạn và Đặc quyền) Pháp lệnh.
Nhà lập pháp Cheng Chung-tai đã bị bắt vào ngày 30 tháng 9 vì "âm mưu gây ra thiệt hại hình sự" trong khi chiếm đóng LegCo.